# Żmigród
Żmigród (česky Trachenberk, německy Trachenberg) je město v Polsku v Dolnoslezském vojvodství v okrese Trzebnica, sídlo stejnojmenné městsko-vesnické gminy. V roce 2023 zde žilo 6 205 obyvatel.

## Historie

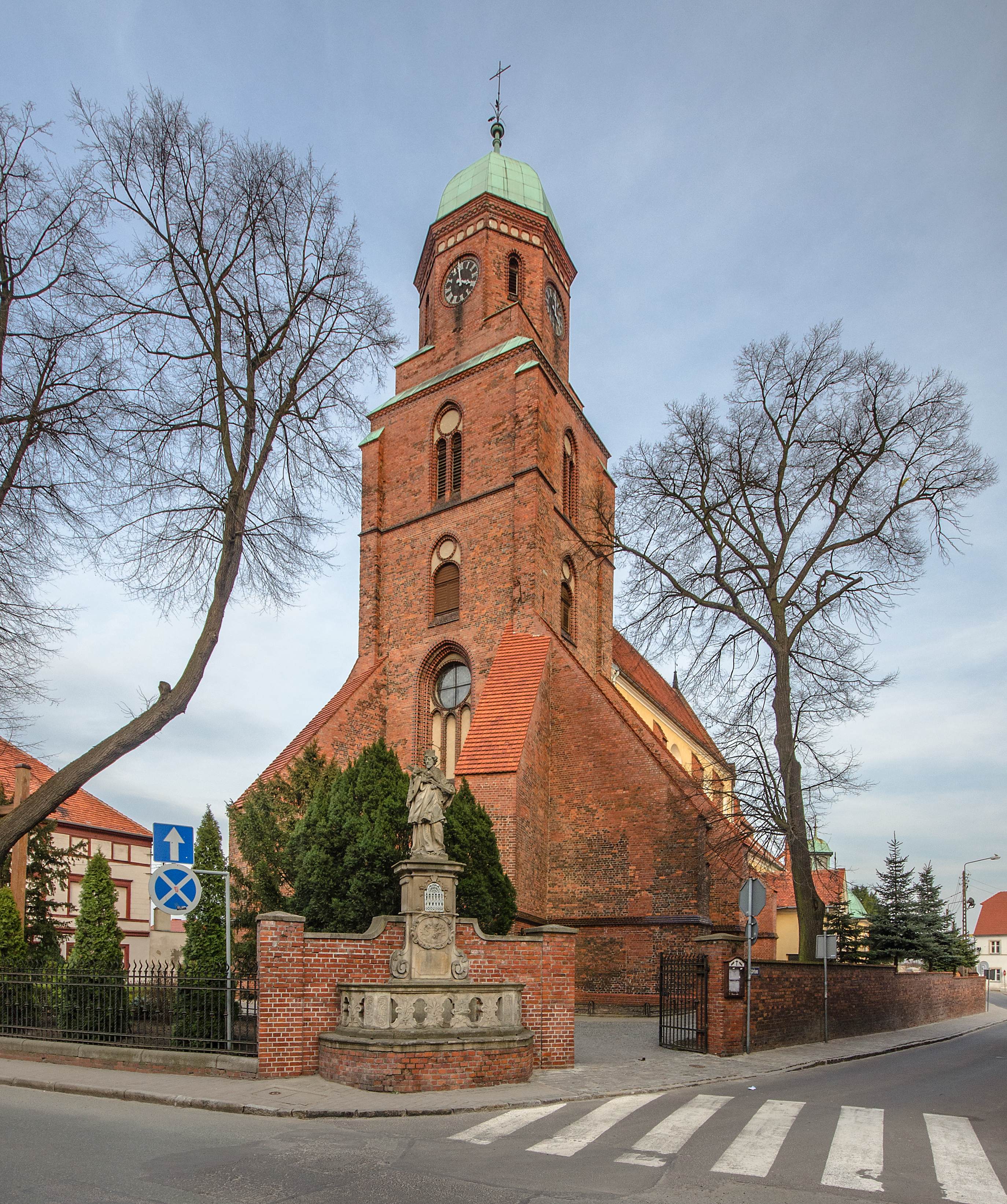
Kostel

Trachenberk byl součástí Olešnického knížectví. Roku 1492 po smrti posledního knížete z olešnické větvě slezských Piastovců Konráda X. Bílého připadlo jako odúmrť českému králi Vladislavovi II. Ten dal Trachenberk spolu s Milíčem baronu Zikmundovi Kurzbachovi jako svobodné stavovské panství. V roce 1592 získal panství rod hrabat Schaffgotschů, roku 1641 přešlo do ruk hrabat Hatzfeldů. Za první slezské války připadla většina Slezska včetně trachenberského panství Prusku. Roku 1741 povýšil pruský král Fridrich II. Veliký panství na knížectví. Dne 12. července 1813 zde došlo k jednání pruského krále Fridricha Viléma III. a ruského cara Alexandra I., ve kterém ujednali plán tažení proti Napoleonovi.
Za druhé světové války byla poblíž Żmigródu pobočka koncentračního tábora Gross-Rosen. V lednu 1945 bylo v táboře asi 1000 žen, které především kopaly zákopy a pracovaly v lese. Posléze byl tábor vyklizen a vězni poslání na pochod smrti na západ.

## Partnerská města
- Bargteheide, Šlesvicko-Holštýnsko, Německo